# Александър Шишман
Александър Шишман или след като приема исляма Искендер бей (осм. тур.: اسكندر بك) е първородният син на цар Иван Шишман и царица Мария. По бащина линия принадлежи на династията Шишман. Носи името на дядо си цар Иван Александър. Пленен при падането на Търновското царство, той приема исляма и е наречен Искендер. Вероятно благодарение на влиянието на деспина Оливера върху Баязид Александър Шишман е бил назначен за управител на Самсун, център на някогашния емират Кастамону на племето Цани (Джаник). Но за да запази живота си, Александър е трябвало да приеме исляма. 
След като през лятото на 1398 г. султан Баязид I завзема турския бейлик Самсун в средата на южния бряг на Черно море, Искендер бей е назначен за негов управител. Той отказва висок команден пост в турската войска през 1402 г. по време на войната срещу Тимур, в която османците са разгромени и бейликът на Александър е завладян, а за негов бей Тимур назначава селджукския принц Исфендияр, а потурченият български принц вероятно се прибира в двора на бъдещия султан Мехмед I.
След края на междуособните войни на османските престолонаследници Искендер бей е на служба при султан Мехмед I. През втората половина на 1415 г. султанът предприема поход в западните части на Мала Азия срещу емира на Айдън Джунейд, който по това време се опитва да възстанови разрушените от Тимур укрепления на Измир. След десетдневна обсада Мехмед превзема Измир и отнема владенията на Джунейд – Айдън и Сарухан, за управител на които е назначен Искендер бей. В същото време самият Джунейд е пощаден и е назначен за управител на Никопол, където някога е бил пленен Александър Шишман.
Братът на Александър, бъдещият константинополски патриарх Йосиф II, по това време (1393 – 1416) е митрополит на Ефес, недалеч от неговия санджак.
През 1416 – 1417 г. в Измир избухва въстание, водено от дервиша Бьорклюдже Мустафа и свързано със започналия по същото време поход срещу султана на шейх Бедреддин Симави. Искендер бей, макар да не разполага с голяма войска, през 1418 напада метежниците. Военният ръководител на бунта Бьорклюдже Мустафа обгражда отряда му в една теснина на планината Стиларион, южно от Измир, и го разгромява. Искендер бей загива в битката.

## Брак
Предполага се, че около 1386 г. Александър Шишман е бил оженен за Драгана Лазаревич, дъщеря на сръбския княз Лазар Хребелянович. Не е известно дали е имал потомци.